# Cheilosia bakurianiensis
Cheilosia bakurianiensis är en tvåvingeart som beskrevs av Kuznetzov 1987. Cheilosia bakurianiensis ingår i släktet örtblomflugor, och familjen blomflugor. Inga underarter finns listade i Catalogue of Life.